# 李祖德
李祖德（Tsu-Der Lee，1950年—）生於臺北市，畢業於臺北醫學大學牙醫學系，由專業醫師轉為經營者，後又投身於創投業、當選北醫董事長、引進瑞士醫材產業等。

## 現任
- 財團法人臺北醫學大學董事(1995年迄今)
- 財團法人研揚文教基金會董事(2014年迄今)
- 醫揚科技股份有限公司董事(2016年迄今)
- 華夏塑膠股份有限公司獨立董事(2016年迄今)
- 牧德科技股份有限公司獨立董事(2016年迄今)
- 鑽石生技投資股份有限公司副董事長(2016年迄今)
- 醫寶智人股份有限公司董事(2018年迄今)

## 經歷
- 1982年開設台灣首家連鎖式牙醫診所
- 1992年擔任趙少康台北縣(現新北市)立法委員之競選總幹事，協助創下地方選舉史上罕見的高票紀錄
- 1995年受到創投教父徐大麟賞識，進入創投界。擔任漢鼎亞太中國區首席顧問
- 1995年以北醫校友身分當選臺北醫學大學董事
- 1996年擔任河北省唐山市台商會創會會長
- 1999年擔任漢鼎亞太中國區總經理，同年擢升為漢鼎公司副董事長
- 1999年擔任北京美大星巴克咖啡有限公司董事長
- 2006年獲頒北醫傑出校友企業經營獎[3]
- 2007-2014年接任財團法人臺北醫學大學董事長[4]
- 2011年赴瑞士洽談Swissray Medical AG(全球第四大高階影像設備廠)及其企業全部股權併購案[5]
- 2012-2017年擔任環瑞醫投資控股股份有限公司董事長
- 2014年12月獲頒中華民國科技管理學會第16屆科技管理獎個人獎[6]
- 2016年擔任鑽石生技投資股份有限公司副董事長
- 2017-2020年環瑞醫投資控股股份有限公司董事
- 2018-2019年擔任行政院衛福部生技法規策略諮議會委員

## 著作
- 《無我無框：李祖德的人生品牌學》，李祖德口述、王家英採訪整理，天下文化，2014年3月31日，ISBN：9789863204169

## 外部連結
- 漢鼎亞太創投公司 （页面存档备份，存于）
- 環瑞醫投資控股股份有限公司 （页面存档备份，存于）
- 鑽石生技投資股份有限公司 （页面存档备份，存于）
- 醫揚科技股份有限公司 （页面存档备份，存于）
- 華夏塑膠股份有限公司 （页面存档备份，存于）
- 牧德科技股份有限公司
- 研揚文教基金會 （页面存档备份，存于）